# Ruth Kelly
Pour les articles homonymes, voir Kelly.
Ruth Kelly, née le 9 mai 1968 à Limavady, est une femme politique britannique membre du Parti travailliste. Elle est notamment secrétaire d'État aux Transports et à l'Éducation dans les gouvernements de Tony Blair et Gordon Brown.

## Biographie
Ruth Kelly a étudié au Queen’s College à Oxford et à la London School of Economics. Elle est titulaire d’une maîtrise d’économie et devient journaliste économique au Guardian au début des années 1990. Elle est ensuite engagée par la Banque d'Angleterre.
Elle est élue députée de Bolton West lors des élections générales de 1997 et devient chef du cabinet parlementaire du ministre de l'Agriculture. Elle est ensuite secrétaire économique au Trésor puis, en mai 2002, elle en devient la secrétaire financière.
En décembre 2004, elle devient ministre de l'Éducation et de la Formation et est reconduite dans ses fonctions après les élections générales de mai 2005.
En août 2020, elle est nommée par le pape François au Conseil pour l'économie, structure veillant à la bonne gestion des finances du Vatican.

## Vie privée
Ruth Kelly est mariée et mère de quatre enfants (trois filles et un garçon). Elle est membre de l'Opus Dei[réf. nécessaire].